# Si Versailles m'était conté…
Pour plus de détails, voir Fiche technique et Distribution.
Si Versailles m'était conté… est un film français écrit et réalisé par Sacha Guitry, sorti en 1954. C’est un des premiers grands films français en couleurs.

## Synopsis
Si Versailles m'était conté relate l'histoire du château de Versailles vue par Sacha Guitry, au travers de quelques épisodes et portraits des personnages historiques qui y ont vécu. 
Ces personnages sont interprétés par les plus grands acteurs des années 1950 : la distribution est pléthorique et luxueuse, aucune vedette de l’époque n’y manquant, de Tino Rossi à Brigitte Bardot en passant par Jean Marais, Gérard Philipe, Édith Piaf ou Micheline Presle, y compris pour de petits rôles de parfois une ou deux répliques. 
L'immense succès de ce film a incité Sacha Guitry à réaliser l'année suivante un second long-métrage du même modèle sur l’histoire de la ville de Paris et intitulé : Si Paris nous était conté.

## Fiche technique
- Titre : Si Versailles m'était conté…
- Réalisation : Sacha Guitry
- Scénario et dialogue : Sacha Guitry
- Directeurs de la photographie : Pierre Montazel et Roger Dormoy (non crédité)
- Cadreur : Louis Née, assisté de Raymond Mairesse
- Costumes : Maggy Rouff et Alex Papin, d'après les maquettes de Monique Dunan
- Décors : René Renoux
- Son : Joseph de Bretagne
- Montage : Raymond Lamy
- Assistants réalisateur : François Gir, Gérard Renateau
- Scripte : Francine Corteggiani
- Musique originale : Jean Françaix
- Musiques additionnelles : Frères Andrieu, Alexandre Artus, Albert Gossez, Marius Joseph Millot
- Direction musicale de Marc Lanjean (éditions Ray Ventura, Claveau Pleyel)
- Maquillage : Marcel Rey
- Chef perruquier : Alex Archambault
- Régisseur général : André Chabrol
- Ensemblier : Roger Bar
- Production : Clément Duhour (producteur exécutif), Ignace Morgenstern, Sacha Guitry
- Sociétés de production : Cocinex, C.L.M
- Pays de production :  France
- Éclairage des prises de vues : Son et Lumière et Luxtone
- Enregistrement système Western Electric
- Mixages faits aux studios de la Métro-Goldwyn-Mayer
- Caméra de location Chevereau
- Distribution : Cocinor
- Laboratoire G.T.C Joinville
- Tournage : du 6 juin 1953 au 18 septembre 1953
- Format : Couleurs (Eastmancolor) - 35 mm - 1,37:1 - Mono
- Genre : fresque historique
- Durée : 165 minutes (France) ; 158 minutes (Royaume-Uni) ; 152 minutes (États-Unis, Orson Welles étant le narrateur des deux versions anglo-saxonnes)
- Date de sortie : 
  - France : 9 mars 1954
- Visa d'exploitation : 14.399
- Tous publics

## Distribution
1ère Distribution
- Michel Auclair : Jacques Damiens
- Jean-Pierre Aumont : cardinal de Rohan
- Jean-Louis Barrault : Fénelon
- Jeanne Boitel : Madame de Sévigné
- Gilbert Bokanowski : Louis XVI
- Bourvil : un gardien de musée
- Pauline Carton : la Voisin
- Gino Cervi : Cagliostro
- Jean Chevrier : Turenne
- Aimé Clariond : Rivarol
- Claudette Colbert : Madame de Montespan
- Nicole Courcel : Madame de Chalis
- Danièle Delorme : Louison Chabray
- Yves Deniaud : un paysan
- Jean Desailly : Marivaux
- Renée Devillers : Mme Campan
- Daniel Gélin : Jean Collinet
- Fernand Gravey : Molière
- Sacha Guitry : Louis XIV (plus âgé) (et, dans la version française, le narrateur)
- Pierre Larquey : un gardien de musée
- Jean Marais : Louis XV
- Georges Marchal : Louis XIV (jeune)
- Lana Marconi : Marie-Antoinette / Nicole Legay
- Mary Marquet : Madame de Maintenon
- Gaby Morlay : la comtesse de la Motte
- Claude Nollier : Comtesse Olympe de Soissons
- Giselle Pascal : Louise de La Vallière
- Jean-Claude Pascal : Axel de Fersen
- Gérard Philipe : D'Artagnan
- Édith Piaf : une fille du peuple
- Micheline Presle : Madame de Pompadour
- Jean Richard : Du Croisy interprétant le rôle de Tartuffe
- Tino Rossi : un gondolier
- Louis Seigner : Lavoisier
- Raymond Souplex : le commissaire-priseur
- Maurice Teynac : Monsieur de Montespan
- Jean Tissier : un gardien de musée
- Charles Vanel : M. de Vergennes
- Orson Welles : Benjamin Franklin (et, dans les versions anglophones, le narrateur)

2ème Distribution
- Louis Arbessier : Louis XIII adulte
- Jacques Berthier : Robespierre
- Georges Chamarat : Jean de La Fontaine
- Paul Colline : un visiteur
- Annie Cordy : Mme Langlois
- Jean-Jacques Delbo : comte de La Motte
- Christian Duvaleix : un acheteur
- Samson Fainsilber : le cardinal Mazarin
- Tania Fédor : la reine Marie Leszczyńska
- Jacques François : le duc de Saint-Simon
- Jeanne Fusier-Gir : une révolutionnaire
- Gilbert Gil : Jean-Jacques Rousseau
- Marie Mansart : Madame de Kerlor
- Nicole Maurey : Mlle de Fontanges
- Jacques Morel : Böhmer
- Jean Murat : Louvois
- Constant Rémy : La Reynie
- Germaine Rouer : Mlle Molière interprétant Elmire
- Jacques Varennes : Colbert
- Howard Vernon : l'acheteur anglais

3ème Distribution
- Martine Alexis : Madame de Nouchy
- Jean-Louis Allibert : Le Vau
- Paul Azaïs : un révolutionnaire
- Brigitte Bardot : Mlle de Rosille
- Lily Baron : Madame de Balto
- Liliane Bert : Armande Béjart
- Roland Bourdin : Fragonard
- Anne Carrère : Madame de Chamarat
- Jany Castel : Marie-Thérèse d'Espagne, épouse de Louis XIV
- André Chanu : Duc de Noailles
- Claudie Chapeland : Louis XIII enfant
- René Charle : un seigneur
- France Delahalle : une dame de la Cour
- Jacques Derives : un seigneur
- Bernard Dhéran : Beaumarchais
- Émile Drain : Napoléon Ier
- Alain Durtal : Bontemps
- Cécile Eddy : Madame de Frépons
- Robert Favart : Monsieur de Carlène
- Jacques de Féraudy : Voltaire
- Roger Gaillard : D’Alembert
- Lucienne Granier : Madame de Senlis
- Robert Hommet : comte de Langeais
- Marcel Journet : Monsieur de Beydts
- Pierre Lord : Mansart
- Jacques Maffioly : Monsieur de Puiset
- Olivier Mathot : Boileau
- Gérard Moryn : Bossuet
- Lucien Nat : Montesquieu
- Gilles Quéant : Racine
- Fernand René : le citoyen-poète
- Gaston Rey : le roi Henri IV
- Philippe Richard : le roi Louis-Philippe Ier
- Vanna Urbino : le médium
- René Worms : Bassenge
- Pierre Would : Vauban

Non Crédités
- Alex Archambault : Léonard
- Charles Bayard : un diplomate
- René Berthier : Le Gall
- Georges Bever : un visiteur
- Michel Bouquet : André Chénier
- Catherine Brieux : une dame de la Cour
- Christian Casadesus : Philibert Le Roy
- Jane Chambranle : une dame de la Cour
- Henri Coutet : un révolutionnaire
- Jean Danet : le maréchal de Boufflers
- Clément Duhour : un révolutionnaire
- Marie Francey : une dame de la Cour
- Bob Ingarao : un révolutionnaire
- Françoise Jacquier : une révolutionnaire
- Constant Lafarge : un seigneur
- Jean Lanier : Diderot
- Lucie Lapoutre : une femme du peuple
- Yvonne Legeay : une femme du peuple
- Gauthier Leroy : un seigneur sous Louis XV
- Jacqueline Maillan : une visiteuse
- Fabienne May : une dame de la Cour
- Michel Nastorg : un valet
- Hubert Noël : un jeune seigneur
- Marc de Nowski : un seigneur
- Jean Ozenne : un seigneur
- Marcel Pignol : un visiteur
- Chantal Retz : une dame de la Cour
- André Reybaz : Massillon
- Jean-Marie Robain : d'Argenson
- Frédéric Rossif : un homme du peuple
- Marie Sabouret : Marie-Louise de Savoie-Carignan, princesse de Lamballe
- Véronique Silver : une dame de la cour
- Maurice Tillier : le cardinal de Richelieu
- Guy Tréjan : Marc Rétaux de Villette
- Paul Villé : Machault d'Arnouville
- Victor Vina : André Le Nôtre
- Roger Vincent : Robert de Cotte
- Dominique Viriot :  Louis XIV enfant
- Léon Walther : un ecclésiastique
- Guy Favières
- Georges Tat
- Marcelle Capdebielle
- Yvonne Claudie
- Pierre Collet
- Gérard Delmar
- Gabrielle Doulcet
- Bernard Henry
- Germaine Hornung
- Albert Lanciers
- Ségolène Ledoux
- J. Lequesne
- Ivane Lermat
- Servane Mailly
- Mireille Marsan
- Mlle Mirza
- Mme de Morlaix
- Marcelle Ravier
- Nicole Réaumur
- Pierre Risch
- Sophie Silva
- Antoinette Thorigny
- France Delahalle
- Jacques Verlier
- Henri Belly

## Autour du film
Le film fut entrepris parallèlement à la gigantesque recherche de fonds entreprise afin de réparer, de restaurer et de rendre son luxe (en particulier en retrouvant et rachetant meubles, lambris, tapisseries, accessoires, œuvres d'art, etc. dispersés à la Révolution et ensuite) à ce monument unique au monde.
L'impact de ce film fut en effet considérable étant donné qu'il fait partie des 100 plus gros succès du box-office en France, ayant réalisé 6 986 788 d'entrées.
Guitry a pris quelques libertés avec l'histoire de France : Louis XIV, à l'article de la mort, reçoit son architecte, et lui donne des indications en mesures métriques, alors que c'est la Révolution qui allait instituer ce système. Toute la période de la Régence est gommée, et le personnage de la comtesse du Barry, la dernière favorite de Louis XV, est escamoté. Louis XVI, au balcon de Versailles, assure les émeutiers de sa probité, disant « Je n'ai pas donné un centime, je le jure », alors que ni francs, ni centimes n'étaient des monnaies de l'époque.
La citation que lit Guitry à l'ouverture du film est tirée de son propre film Remontons les Champs-Élysées (1937), où déjà l'auteur disait en voix-off :
On nous dit que nos rois dépensaient sans compter,

Qu'ils prenaient notre argent sans prendre nos conseils.

Mais quand ils construisaient de semblables merveilles,

Ne nous mettaient-ils pas notre argent de côté ?
De son côté, Édith Piaf chante une version très élaborée et moderne de Ah ! ça ira : 
Y a trois cents ans qu'ils font la guerre

Au son des fifres et des tambours,

En nous laissant crever d'misère

Ça ne pouvait pas durer toujours...